# VII Международный кинофестиваль «Зеркало» имени Андрея Тарковского
VII Международный кинофестиваль имени Андрея Тарковского «Зеркало» прошёл в Ивановской области с 11 по 16 июня 2013 года. В программе фестиваля состоялись мероприятия в городах Иваново, Плёс и Юрьевец.
Одним из центральных событий фестиваля была презентация возвращенного на родину архива Андрея Тарковского и приуроченная к этому событию конференция «Феномен Андрея Тарковского в интеллектуальной, художественной культуре». 12 июня в Ивановском художественном музее состоялась выставка, единственным экспонатом которой был архив, в Юрьевце он был показан 15 июня.
Также был представлен новый символ и памятный приз кинофестиваля в виде крыла перед зеркальной поверхностью. Автор — скульптор Елена Юдина, изготовлен ювелирным брендом Gourji.
Ведущим церемонии открытия фестиваля был Леонид Ярмольник

## Жюри
- Сергей Лозница — режиссёр, сценарист, Белоруссия
- Клаус Эдер (Klaus Eder) — кинокритик, Германия
- Валериу Андриуца (Valeriu Andriuta[7]) — актёр, Румыния
- Самуэль Маоз (Samuel Maoz[8]) — кинорежиссёр, Израиль
- Марианна Слот (Marianne Slot[9]) — продюсер (в том числе фильмов Ларса Фон Триера), Дания

## Программы показов
- «АртДокФест» — документалистика
- «Крылья» — анимационное кино
- «Наше всё»
- «Свои» — российский кинематограф
- «Короткий метр» — короткометражное кино
- «Эйфория» — программа уличных показов
- «Тарковский контекст»
- «Видеоарт»
- Спецпоказы

## Фильмы-участники

### Международный конкурс игровых фильмов
- Милосердие / Gnade (режиссёр: Маттиас Гласнер; Германия/Норвегия)
- Delirium (режиссёр: Игорь Подольчак; Украина — Чехия)
- Мир принадлежит нам / Le monde nous appartient (режиссёр: Стефан Стрекер; Бельгия)
- Мой пёс Киллер / My Dog Killer (режиссёр: Мира Форнау[англ.]; Словакия/Чехия)
- Небесные жёны луговых мари (режиссёр: Алексей Федорченко; Россия)
- Сияние дней / Der Glanz des Tages (режиссёры: Тицца Кови[англ.], Райнер Фриммель[англ.]; Австрия)
- Солдат Жанетт / Soldate Jeannette (режиссёр: Даниэль Хёсл (Daniel Hoesl), Австрия)
- Цвет хамелеона / The Color of the Chameleon (режиссёр: Эмиль Христов[англ.]; Болгария)
- Чтобы не умереть / Mai Morire (режиссёр: Энрике Риверо (Enrique Rivero); Мексика)
- Яйцо и камень / Egg And Stone (режиссёр: Хуанг Джи (Huang Ji); Китай[10][11])

### Артдокфест
Программа документального кино, куратор Виталий Манский — режиссёр-документалист, Россия
- Ролан снимает кино, режиссёр Антон Верстаков (Россия)
- Симонова, 26, режиссёры Руслан Федотов, Николай Желудович (Беларусь)
- Собачий кайф, режиссёр Иван И. Твердовский (Россия)
- Внутри квадратного круга, режиссёр Валерий Шевченко (Россия)
- Я забуду этот день, режиссёр Алина Рудницкая (Россия)
- Гражданин поэт. Прогон года, режиссёр Вера Кричевская (Россия)
- Антон тут рядом, режиссёр Любовь Аркус (Россия)
- А была любовь, режиссёры: Хокан Пьенёвски, Коге Йонссон (Швеция)
- Мамы, дети и закон, режиссёры: Кирилл и Ксения Сахарновы (Россия)
- Иконоскоп, режиссёр Виталий Манский (Россия)
- Зима, уходи!, группа режиссёров (Россия)
- 31 рейс, режиссёр Денис Клеблеев (Россия)
- Лето с Антоном, режиссёр Ясна Крайинович (Бельгия)
- Да здравствуют антиподы!, режиссёр: Виктор Косаковский (Германия, Аргентина, Россия, Голландия, Чили)

### Свои
- Я буду рядом, режиссёр Павел Руминов (Россия — Украина)
- Ушел и не вернулся, режиссёр Валерий Пендраковский
- Тот свет, режиссёр Алексей Федорченко
- Танец Дели, режиссёр Иван Вырыпаев
- Разносчик, режиссёр Aндрей Стемпковский
- Отдать концы, режиссёр Таисия Игуменцева
- Майор, режиссёр Юрий Быков
- Измена, режиссёр Кирилл Серебренников
- Иван, сын Амира, режиссёр Максим Панфилов
- Жить, режиссёр Василий Сигарев
- Деточки, режиссёр Дмитрий Астрахан
- Географ глобус пропил, режиссёр Александр Велединский
- Все ушли, режиссёр Георгий Параджанов, (Россия — Грузия — Чехия)
- В ожидании моря, режиссёр Бахтияр Худойназаров (Россия — Германия — Франция — Бельгия — Казахстан — Украина)
- 1210 (Тысяча двести десять), режиссёр Арсений Гончуков

### Эйфория
Программа уличных показов на дебаркадере на берегу Волги в кинотеатре под открытым небом (Плёс)
- Я тоже хочу, режиссёр Алексей Балабанов (Россия)
- Самсара, режиссёр Рон Фрике (США)
- Корпорация «Святые моторы», режиссёр Леос Каракс (Франция — Германия)
- Доля ангелов, режиссёр Кен Лоуч (Великобритания — Франция — Италия — Бельгия)

## Призёры
В 2013 году призовой фонд фестиваля увеличен до 100 000 долларов. Призёрами VII кинофестиваля «Зеркало» стали следующие работы:
- Гран-при (50 000 долларов) — Яйцо и камень, режиссёр Хуань Ци (Китай)
- Приз за лучшую режиссуру (25 000 долларов) — Мой пёс киллер, режиссёр: Мира Форнай (Словакия, Чехия)
- Приз за профессиональные достижения (25 000 долларов) — Солдат Жаннетт, режиссёр: Даниэль Хёсл (Австрия)
- Специальный приз фестиваля за выдающийся вклад в киноискусство — Алексей Герман-старший (посмертно)
- Специальное упоминание жюри — Сияние Дня, режиссёры: Тицца Кови, Райнер Фриммель, (Австрия)
- Приз зрительских симпатий — Небесные жены луговых мари, режиссёр: Алексей Федорченко, (Россия)
- Приз гильдии киноведов и кинокритиков «Белый слон» — Сияние Дня, режиссёры: Тицца Кови, Райнер Фриммель, (Австрия)
- Приз генерального партнера фестиваля ОАО «Сбербанк» — Солдат Жаннетт, режиссёр: Даниэль Хёсл (Австрия)
- Специальный Приз журнала Variety имени Сергея Урусевского за Лучшую Операторскую Работу получил оператор Шандор Беркеши за работу над фильмом Небесные жены луговых мари.